# Conglomerado de Laniakea y Perseo-Piscis

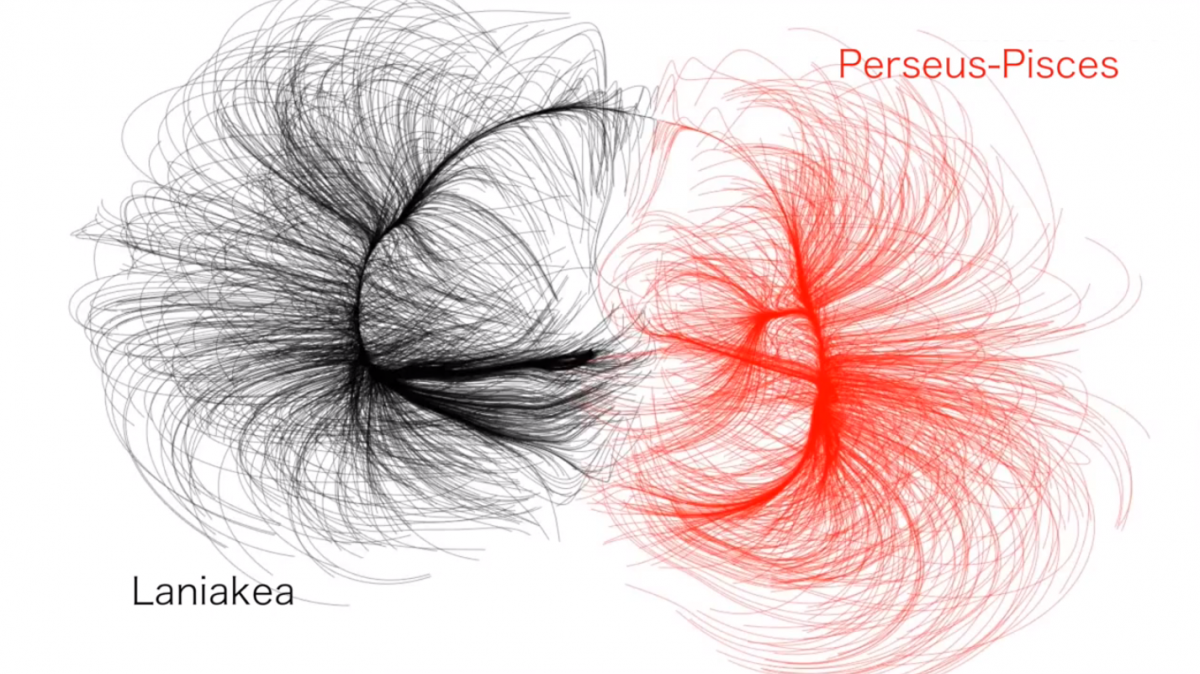
Conglomerado de Laniakea y Perseo-Piscis.

El conglomerado de Laniakea y Perseo-Piscis, se refiere a la estructura formada por el supercúmulo de Laniakea y el supercúmulo Perseo-Piscis, que se asemeja a un anillo gigante o cósmico, conteniendo en su interior (dicho anillo) muy pocas galaxias.
Esta definición se basa en la estrecha relación que existe entre ambos supercúmulos (Laniakea y Perseo-Piscis).
En algunas ocasiones el término vecindario cósmico, se refiere a este conglomerado en específico.
Aunque en el caso del Grupo Local, este se encuentra justo en el borde del supercúmulo de Laniakea o en el límite con el supercúmulo vecino de Perseo-Piscis.
También estos supercúmulos, son dos de las regiones con los campos gravitacionales más fuertes del vecindario cósmico y fueron definidas en torno a la dirección de los flujos de las galaxias (que los forman), ya que en el caso de Laniakea dichas galaxias están siendo atraídas hacia el Gran Atractor y en el caso de Perseo-Piscis hacia su propio atractor aunque en dirección opuesta al anterior.

## Descripción
Ambos supercúmulos (Laniakea y Perseo-Piscis) son comparables en tamaño uno del otro y parecen tener (o dan la ilusión de) una extraña simetría reflectiva a gran escala, con algunos vacíos justo en el centro.

## Estructura
A continuación se muestra una lista parcial de grupos y cúmulos de galaxias conocidos que forman parte de este conglomerado, el verdadero número podría ser aún mayor, ya que algunos grupos o cúmulos se encuentran tras la zona de evitamiento, haciéndolos actualmente imposibles de observar.
- Supercúmulo de Laniakea
  - Supercúmulo de Virgo[22][n. 1]
    - Grupo Local (que contiene la galaxia de la Vía Láctea y por lo tanto la Tierra)
    - Grupo Maffei (Grupo IC 342)
    - Grupo de Sculptor
    - Grupo M81
    - Grupo Canes I (Grupo M94 o Grupo NGC 4244)
    - Grupo M83/NGC 5128 (Grupo Centauro A)
    - Grupo M101
    - Grupo Canes II (Grupo M106)
    - Grupo NGC 1023(en)
    - Grupo NGC 6744
    - Triplete de Leo (Grupo de M66)
    - Grupo M96 (Grupo Leo I)
    - Grupo NGC 2997(en)
    - Grupo Coma I
    - Grupo NGC 5033
    - Cúmulo de Virgo I
    - Grupo M109 (dividido a su vez en Grupo Osa Mayor Norte y Grupo Osa Mayor Sur)
    - Cúmulo de Virgo II
      - Grupo NGC 4179
      - Grupo M61
      - Grupo NGC 4753
      - Grupo NGC 4697
      - Grupo NGC 4699
      - Grupo NGC 4856
      - Grupo NGC 4030
      - Grupo NGC 4995
      - Grupo NGC 5084

    - Grupo Dorado[n. 2](en)
    - Cúmulo de Fornax[n. 2]
    - Cúmulo de Eridanus[n. 2](en)
    - Grupo Leo II
      - Grupo NGC 3370
      - Grupo NGC 3169
      - Grupo NGC 3338
      - Grupo NGC 3607
      - Grupo NGC 3227
      - Grupo NGC 3254
      - Grupo NGC 3190
      - Grupo NGC 3504
      - Grupo NGC 3640
      - Grupo NGC 3813
      - Grupo NGC 3396

    - Cúmulo de Virgo III
      - Grupo NGC 5248
      - Grupo NGC 5364
      - Grupo NGC 5506
      - Grupo NGC 5566
      - Grupo NGC 5638
      - Grupo NGC 5746
      - Grupo NGC 5775
      - Grupo NGC 5846

    - Grupo NGC 7582
    - Grupo Puppis[n. 3]
    - Grupo NGC 5982 (Grupo de Draco)
    - Grupo NGC 1417[n. 2][n. 3](fr)

  - Supercúmulo de Hidra[23][n. 1][n. 4]
    - Grupo NGC 3054
    - Grupo NGC 3087
    - Grupo NGC 3250 (Grupo NGC 3318)
    - Grupo NGC 3256 (Grupo NGC 3261)
    - Grupo de Antlia (Abell S0636)(en)
    - Grupo NGC 3263 (Grupo NGC 3366)
    - Grupo NGC 3347
    - Abell 1060 (Cúmulo de Hidra)
    - Grupo NGC 3393 (Grupo NGC 3463)
    - Grupo NGC 3557
    - Cúmulo de Cancer[n. 3]

  - Supercúmulo de Centauro[24][n. 1][n. 4]
    - Grupo NGC 4304 (Grupo IC 3253)
    - Grupo NGC 5044
    - Grupo ESO320-26
    - Grupo ESO508-19
    - Grupo NGC 4373 (Grupo IC 3370)
    - Grupo NGC 5156 (Grupo NGC 5064)
    - Abell 3526 (Cúmulo de Centauro)
    - Grupo ESO507-25
    - Grupo NGC 4936
    - Grupo NGC 5011 (Grupo NGC 5090)
    - Abell 3565
    - Grupo NGC 5152
    - Grupo NGC 5419 (Grupo NGC 5488)
    - Abell 3627 (Cúmulo de Norma, en este cúmulo se encuentra la anomalía gravitacional conocida como el Gran Atractor)
    - Grupo NGC 4709
    - Grupo ESO443-24
    - Abell 3574
    - Abell 3581

  - Supercúmulo Pavo-Indus[25][n. 1]
    - Grupo NGC 7172 (Grupo IC 5156)
    - Grupo NGC 6868 (Cúmulo de Telescopium)
    - Grupo NGC 6753 (Grupo IC 4837A)
    - Grupo IC 5250 (Grupo NGC 7329)
    - Grupo NGC 6876 (Cúmulo de Pavo I)
    - Grupo NGC 6769 (Grupo IC 4845)
    - Grupo ESO185-54
    - Grupo IC 4765 (Cúmulo de Pavo II)
    - Abell 3742
    - Abell 3656
    - Abell 3698
    - Abell 3747[n. 3]
- Supercúmulo Perseo-Piscis[26]
  - Grupo NGC 691 (Grupo NGC 697)
  - Grupo NGC 877
  - Grupo de Pegaso (Cúmulo de Pegaso)
  - Grupo NGC 7711
  - Grupo NGC 7515
  - Abell 262
  - Grupo NGC 841
  - Grupo NGC 7831
  - Grupo NGC 315
  - Grupo NGC 973
  - Grupo NGC 507 (Cúmulo de Piscis I)
  - Grupo NGC 765 (Grupo IC 187)
  - Abell 426 (Cúmulo de Perseo)
  - Grupo NGC 383 (Cúmulo de Piscis II)
  - Grupo NGC 777(fr)
  - Abell 347

Aunque técnicamente los vacíos no son estructuras, son considerados de igual forma, parte integral de este conglomerado ya que se encuentran en su interior, a continuaciónación se muestra una lista parcial de todos los vacíos conocidos que forman parte de este conglomerado.
- Vacío Local(en)
- Vacío de Tauro(en)

## Vecindario
Este conglomerado limita con los supercúmulos vecinos de Coma, Sculptor, Hércules, Leo, Shapley, Pisces-Cetus, Bootes, Horologium y Corona Borealis.